# Åke Gustafsson
Pour les articles homonymes, voir Gustafsson.
Åke Gustafsson est un botaniste, un généticien et un auteur suédois, né en 1908 et mort en 1988.
Il enseigne au Statens Skogsforskningsinstitut, l’institut de recherche suédois sur les forêts de 1947 à 1968 et à l’université de Lund de 1968 à 1974.